# Балка Хомина
Балка Холасна — балка (річка) в Україні у Дергачівському районі Харківської області. Ліва притока річки Лопані (басейн Дону).

## Опис
Довжина балки приблизно 4,36 км, найкоротша відстань між витоком і гирлом — 3,93 км, коефіцієнт звивистості річки — 1,11. Формується декількома струмками та загатами.

## Розташування
Бере початок на північно-західній стороні від села Кудіївки. Тече переважно на північний захід через село Гранів і біля села Шевченка впадає у річку Лопань, ліву притоку річки Уди.

## Цікаві факти
- від витоку балки на південній стороні на відстані приблизно 1,80 км пролягає автошлях Т 2117[3] (автомобільний шлях територіального значення у Харківській області. Пролягає територією Дергачівського району через Дергачі — Козачу Лопань до перетину з E105. Загальна довжина — 33,6 км).